# کوولین، استرالیا غربی
کوولین (به انگلیسی: Kwolyin) یک منطقهٔ مسکونی در استرالیا است که در استرالیای غربی واقع شده‌است.